# Simmondsiaceae
Simmondsia là một họ thực vật hạt kín chỉ chứa 1 chi (Simmondsia) và 1 loài duy nhất (Simmondsia chinensis), một loại cây bụi sống trong khu vực bao gồm sa mạc Sonora và sa mạc Mojave tại các bang Arizona, California ở Hoa Kỳ cũng như tại các bang Sonora, Baja California và Baja California Sur ở México. Tại đây nó có tên gọi là jojoba. Họ này không được nhiều hệ thống phân loại công nhận và loài duy nhất thường được coi là thuộc về họ Buxaceae.
Hệ thống APG III năm 2009 (không đổi so với hệ thống APG II năm 2003 và hệ thống APG năm 1998), công nhận họ này và đặt nó trong bộ Caryophyllales của nhánh core eudicots. Các hệ thống phân loại như hệ thống Cronquist năm 1981 và hệ thống Dahlgren xếp họ này trong bộ Euphorbiales.

## Hình ảnh

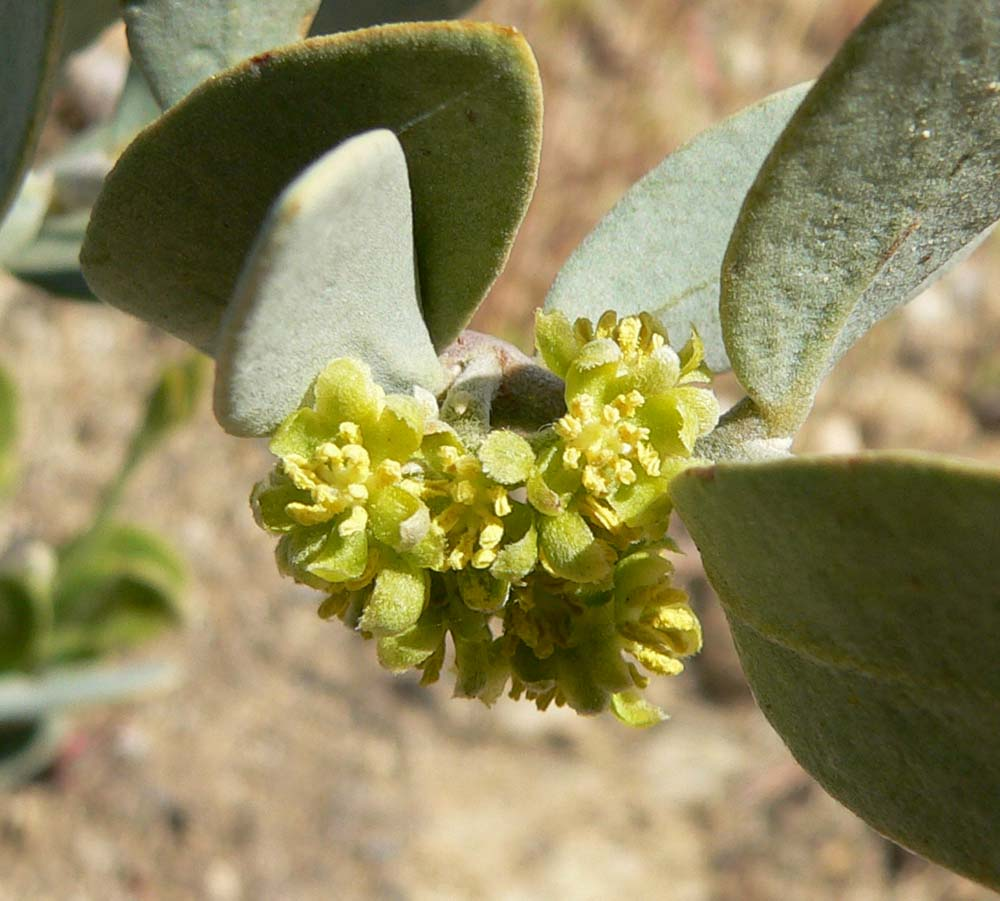
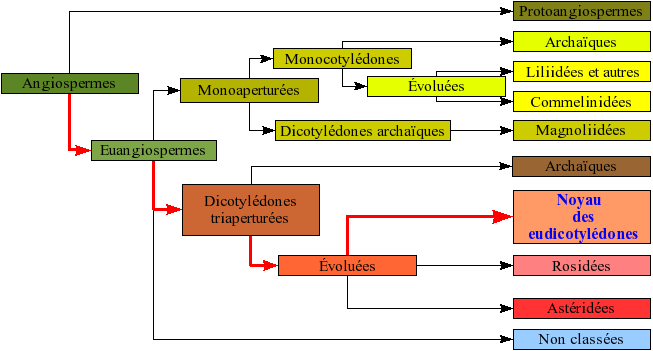